# Еварист
Святи́й Евари́ст (лат. Evaristus; ? — 105, Рим, Стародавний Рим) — п'ятий папа Римський з приблизно 99 по 105 р.

## Життєпис
Liber Pontificalis вказує, що він народився у сім'ї гречанки і батька — юдея з Вифлеєму. Він був обраний під час правління римського імператора Доміціана, помер на дванадцятому році правління римського імператора Траяна. Liber Pontificalis повідомляє також, що він першим поділив Рим на сім дияконій. Іреней Ліонський згадує Евариста, як наступника папи Климента І. Євсевій Кесарійський у церковній історії додає, що понтифікат його тривав вісім років, відносячи початок його служіння на Римському Престолі до третього року правління імператора Траяна. Вважається, що він помер смертю мученика.
Католицька церква відзначає 26 жовтня як день пам'яті святого Евариста.